# Walter Bagot (5e baronnet)
Pour les articles homonymes, voir Bagot.
Walter Wagstaffe Bagot, 5e baronnet (3 août 1702 - 20 janvier 1768) de Blithfield Hall, Staffordshire est un homme politique conservateur anglais qui siège à la Chambre des communes entre 1724 et 1768.

## Jeunesse

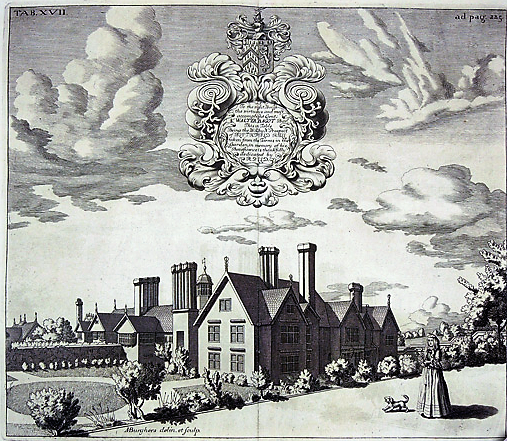
Blithfield Hall: gravure des fronts nord et ouest, tirée de Natural History of Staffordshire de M. Plot (1686)

Il est le fils d'Edward Bagot, 4e baronnet, député, et de son épouse Frances Wagstaffe, fille de Thomas Wagstaffe de Tachbrook, Warwickshire. En 1712, il succède à son père comme baronnet et hérite de Blithfield. Il fait ses études à Isleworth et à Colney Hatch, dans le Middlesex et est inscrit au Magdalen College, à Oxford en 1720 . Il épouse Barbara Legge, fille de William Legge (1er comte de Dartmouth), le 27 juillet 1724.

## Carrière
Il est élu député du Parlement pour Newcastle under Lyme lors d'une élection partielle le 20 novembre 1724. Son beau-frère, Lord Lewisham, lui reproche d'avoir négligé ses fonctions parlementaires. Aux Élections générales britanniques de 1727, il est réélu sans opposition en tant que député du Staffordshire. Il vote toujours contre le gouvernement. Il est réélu sans opposition aux élections générales britanniques de 1734. Il ne prononce son premier discours que le 26 février 1735, lorsqu'il propose en vain d'inclure dans le projet de loi sur la mutinerie une clause permettant aux soldats nouvellement recrutés d'obtenir leur libération immédiate s'ils le souhaitaient. En 1737, il devient administrateur de la Bibliothèque Radcliffe à Oxford et obtient un DCL. Il est gouverneur fondateur du Foundling Hospital en 1739. Lors de l'élection générale britannique 1741, il est réélu sans opposition à nouveau comme député du Staffordshire, mais aux élections générales britanniques de 1747, il est réélu après une lutte féroce. Son adversaire conteste le résultat mais Bagot participe à un rassemblement pour organiser une souscription contre la pétition lors des courses de Lichfield en septembre. Cela se transforme en une manifestation jacobite contre la famille Leveson Gower qui change d'allégeance en faveur des Whigs.
Lors des Élections générales britanniques de 1754, Bagot se retire du Parlement en faveur de son fils, William qui est élu pour le Staffordshire. Le 30 novembre 1762, Bagot accepte à contrecœur de se présenter à l'élection partielle de l'université d'Oxford à la demande de Thomas Jenner, président de Magdalen. Il est élu député de l'Université d'Oxford le 16 décembre 1762. Son premier vote rapporté a lieu le 10 février 1764. Il est avec l'administration contre l'abrogation de la taxe sur le cidre. Le seul autre vote rapporté aurait eu lieu le 27 février 1767, qui est avec l'opposition sur la taxe foncière.

## Famille
Bagot et sa femme Barbara ont huit fils et huit filles: 
- William Bagot (1er baron Bagot) (1729-1798)
- Charles Bagot (1730-1793), qui épouse Catherine Legge, une nièce du comte de Dartmouth, et qui change son nom en Charles Chester par acte du Parlement en 1755.
- Le révérend Walter Bagot de Pype Hayes Hall (1731-1808), qui épouse d'abord Anne Swinnerton; leur fille Louisa-Frances épouse le révérend Richard Levett de Milford Hall, Staffordshire[3].
- Richard Bagot (1733-1813), qui épouse une fille de William Howard, vicomte Andover, et change de nom par acte du Parlement en Howard.
- Le révérend Lewis Bagot (1740–1802)